# 121 (عدد)
121 (مائة وواحد و عشرون) هو عدد طبيعي يقع ما بين 120 و122.

## في الرياضيات
- العدد 121 عدد هرمي ثلاثي
- العدد 121 عدد ممركز مثمني.
- العدد 121 مربع كامل
- العدد 121 عدد نجمي
- العدد 121 عدد قلوب أي أنه إذا غيرنا أماكن أرقامه العشرية بالتناظر. لما تغيرت قيمته
- العدد 121 عدد حزين أو غير سعيد.
- يمكن تقسيم 121 إلى 4 قوى للعد الأولي 3: 1 + 3 + 9 +27 +81 = 121
- هو عدد فريدمان لأنه يساوي 11² و 11 متكونة من أرقام ل 121

## في مجالات أخرى
- العدد 121 يمثل الرمز Y حسب الأسكي
- هو رقم حالة طوارئ الكهرباء في مصر
- هو العدد الذري لمادة اليوبيونيوم
- هو مجموع النقاط النهائي لعبة الكريب

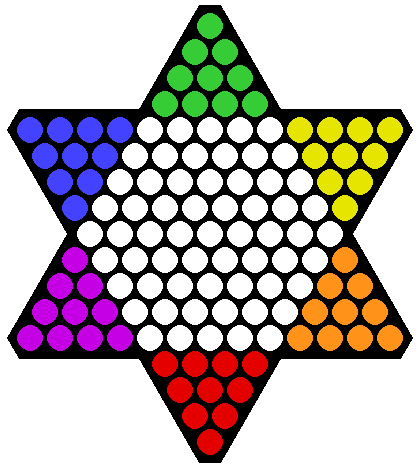
في رقعة الشطرنج الصيني يوجد 121 خانة